# Typhonia murifica
Typhonia murifica is een vlinder uit de familie zakjesdragers (Psychidae). De wetenschappelijke naam van deze soort is, als Melasina murifica, voor het eerst geldig gepubliceerd in 1920 door Edward Meyrick.

## Type
- holotype: "male"
- instituut: MNHN, Cape Town, Zuid-Afrika
- typelocatie: "French Senegal, Kati"